# Declan Quinn
Declan Quinn (irisch: Deaglán Ó Cuinn;) (* 1957 in Chicago, Illinois) ist ein irischstämmiger US-amerikanischer Kameramann.

## Leben
Quinn stammt aus einer irischen Familie und ist der Bruder des Schauspielers Aidan Quinn und der Regisseurin Marian Quinn.
Seit 1984 ist er Kameramann und half dem Neuling-Autor Jimmy Smallhorne, den Film 2by4 zu machen. Er war Chefkameramann und Kameraoperateur für den Film Rachels Hochzeit (Rachel Getting Married) unter der Regie von Jonathan Demme, der im Dokumentarstil mit der Schulter-Kamera geschossen wurde. Er war an mehr als 50 Produktionen beteiligt.
Er wohnt mit seiner Frau Etta und seinen vier Töchtern im Orange County, New York.
In seiner bisherigen Karriere wurde Quinn drei Mal mit dem Independent Spirit Award ausgezeichnet.

## Filmografie (Auswahl)
- 1989: Einsamkeit und Mord (The Kill-Off)
- 1991: Blood, Drugs & Libido (Blood & Concrete: A Love Story)
- 1991: Man liebt nur zweimal (Lies of the Twins, Fernsehfilm)
- 1991: Freddy’s Finale – Nightmare on Elm Street 6 (Freddy’s Dead: The Final Nightmare)
- 1992: Cousin Bobby (Dokumentarfilm)
- 1992: Heart of Justice (The Heart of Justice, Fernsehfilm)
- 1993: Little Jo – Eine Frau unter Wölfen (The Ballad of Little Jo)
- 1994: Vanja auf der 42. Straße (Vanya on 42nd Street)
- 1995: Leaving Las Vegas
- 1996: Acts of Love (Carried Away)
- 1996: Kama Sutra (Kama Sutra: A Tale of Love)
- 1997: One Night Stand
- 1998: 2x4 (2by4)
- 1998: Familiensache (One True Thing)
- 1999: Makellos (Flawless)
- 2000: 28 Tage (28 Days)
- 2001: Monsoon Wedding
- 2002: Hysterical Blindness (Fernsehfilm)
- 2002: 11′09″01 – September 11
- 2002: In America
- 2003: Cold Creek Manor – Das Haus am Fluss (Cold Creek Manor)
- 2004: Vanity Fair – Jahrmarkt der Eitelkeit (Vanity Fair)
- 2005: Breakfast on Pluto
- 2005: Get Rich or Die Tryin’
- 2007: Jimmy Carter – Der Mann aus Georgia (Man from Plains, Dokumentarfilm)
- 2008: The Lucky Ones
- 2008: Rachels Hochzeit (Rachel Getting Married)
- 2008: Das Gesetz der Ehre (Pride and Glory)
- 2008: 8
- 2008: New York, I Love You
- 2009: Pippa Lee (The Private Lives of Pippa Lee)
- 2011: Die Sehnsucht der Falter (The Moth Diaries)
- 2011: Neil Young – Journeys (Dokumentarfilm)
- 2012: Being Flynn
- 2012: The Reluctant Fundamentalist – Tage des Zorns (The Reluctant Fundamentalist)
- 2013: Zugelassen – Gib der Liebe eine Chance (Admission)
- 2013: A Master Builder
- 2015: Hot Tub Time Machine 2
- 2015: Ricki – Wie Familie so ist (Ricki and the Flash)
- 2017: Die Hütte – Ein Wochenende mit Gott (The Shack)
- 2018: Black 47 (Black ’47)
- 2019: Otherhood
- 2020: The Evening Hour
- 2020: Sylvie’s Love
- 2020: Hamilton
- 2020: Eine gute Partie (A Suitable Boy, Miniserie, 6 Episoden)
- 2022: Bühne frei für Nate! (Better Nate Than Ever)
- 2024: Descendants: The Rise of Red